# Parocneria
Parocneria is een geslacht van vlinders van de familie spinneruilen (Erebidae), uit de onderfamilie Lymantriinae.

## Soorten
- P. audeoudi Brandt, 1938
- P. detrita (Esper, 1785)
- P. furva Leech, 1888
- P. iranica Brandt, 1938
- P. ledereri Mill., 1869
- P. nigriplagiata Gaede, 1932
- P. nisseni Rothschild, 1912
- P. nora Staudinger, 1900
- P. philbyi Collenette, 1933
- P. raddei Christoph, 1885
- P. samarita Staudinger, 1896
- P. terebinthi (Freyer, 1838)
- P. terebynthi Freyer, 1839
- P. terebynthina Staudinger, 1895
- P. tolgi Rebel, 1917